# Італоамериканці
Італоамериканці (італ. Italoamericani, англ. Italian American) — громадяни або постійні жителі Сполучених Штатів Америки, які народилися в Італії, є етнічними італійцями або мають повне або часткове італійське походження. Італоамериканці є четвертою найбільшою етнічною групою в Сполучених Штатах.

## Історія імміграції
Незважаючи на першопочаткову британську колонізацію регіону і абсолютну перевагу британських іммігрантів на початковому етапі історії США, потік іммігрантів в XIX столітті поступово диверсифікується. Після значної німецької та ірландської хвилі, італійська імміграція починає переважати в 1880-1950 роках. Незважаючи на поступову втрату рідної мови, італійські іммігранти були досить численними, щоб істотно вплинути на формування деяких аспектів сучасного американського життя, а особливо, їжі та мистецтва.